# 犯罪都市 (1931年の映画)
『犯罪都市』（はんざいとし、The Front Page）は、1931年のアメリカ合衆国のコメディ映画。監督はルイス・マイルストン、出演はアドルフ・マンジューとパット・オブライエンなど。ハワード・ヒューズの製作映画であり、ユナイテッド・アーティスツが配給した。原作はベン・ヘクトとチャールズ・マッカーサーによる戯曲『フロント・ページ』である。
日本では『フロント・ページ』や『犯罪都市/フロント・ページ』のタイトルでビデオが発売されたことがある。

## キャスト
- ウォルター・バーンズ: アドルフ・マンジュー
- ヒルデブランド（ヒルディ）・ジョンソン: パット・オブライエン
- ペギー・グラント: メアリー・ブライアン（英語版）
- ロイ・V・ベンシンガー: エドワード・エヴェレット・ホートン（英語版）
- ジミー・マーフィー: ウォルター・キャトレット
- モリー・マロイ: メエ・クラーク
- アール・ウィリアムズ: ジョージ・E・ストーン（英語版）

## 受賞歴
| 賞                         | 部門       | 候補者                 | 結果           |
| -------------------------- | ---------- | ---------------------- | -------------- |
| アメリカ国立フィルム登録簿 |            |                        | 2010年新規登録 |
| アカデミー賞               | 作品賞     | ザ・カッド・カンパニー | ノミネート     |
| アカデミー賞               | 監督賞     | ルイス・マイルストン   | ノミネート     |
| アカデミー賞               | 主演男優賞 | アドルフ・マンジュー   | ノミネート     |

## 製作
原作の戯曲は、サッコ＝ヴァンゼッティ事件を連想させるように書かれている。
1940年4月12日にマサチューセッツ州サウス・ブレントリーで起こった靴工場の会計係殺人強盗事件に端を発して、無政府主義者と見られていたイタリア系のサッコとヴァンゼッティの二人が犯人として逮捕され、左翼系の大衆的抗議を無視して十分な証拠もないままに処刑された、という政治的弾圧工作が絡む事件をモチーフにしている。